# Kull d'Atlàntida
Kull d'Atlàntida o Kull el Conqueridor és un personatge de ficció creat per l'escriptor Robert E. Howard. El personatge era més introspectiu que la posterior creació de Howard, Conan el Bàrbar, la primera aparició del qual era una reescriptura d'una història rebutjada de Kull.
La seva primera aparició va ser a "The Shadow Kingdom" de Weird Tales (agost de 1929). Kull va ser interpretat en el film de 1997 Kull the Conqueror per l'actor Kevin Sorbo.

## Adaptacions

### Còmics

#### Edicions compilades
| Títol                                                                        | Material de | Data de publicació     | ISBN              |
| ---------------------------------------------------------------------------- | --- | ---------------------- | ----------------- |
| The Chronicles of Kull Volume 1: A King Comes Riding and Other Stories       | Creatures on the Loose! nº10, Monsters on the Prowl nº16, Kull the Conqueror (Vol. 1) nº1-9 | 2 de desembre de 2009  | 978-1-59582-413-4 |
| The Chronicles of Kull Volume 2: The Hell Beneath Atlantis and Other Stories | Kull the Conqueror (Vol. 1) nº10 Kull the Destroyer nº11-20 | 7 d'abril de 2010      | 978-1-59582-439-4 |
| The Chronicles of Kull Volume 3: Screams in the Dark and Other Stories       | Kull the Destroyer nº21-29 "The Mirrors of Tuzun Thune" de Conan el Bàrbar nº25 Conan the Barbarian nº68 "Beast from the Abyss" de Conan Annual nº3                                                                 | 22 de maig de 2010     | 978-1-59582-585-8 |
| The Chronicles of Kull Volume 4: The Blood of Kings and Other Stories        | Kull the Conqueror (Vol. 2) nº1 i nº2 Kull the Conqueror (Vol. 3) nº1 i nº2 | 2 de març de 2011      | 978-1-59582-684-8 |
| The Chronicles of Kull Volume 5: Dead Men of the Deep and Other Stories      | Kull the Conqueror (Vol. 3) nº3-10 | 22 de febrer de 2012   | 978-1-59582-906-1 |
| The Savage Sword of Kull Volume 1                                            | Savage Tales nº2, The Savage Sword of Conan nº2, nº3, nº9, nº23, nº34, nº42, nº43, nº55, i nº119, Kull and the Barbarians nº1-3, The Savage Sword of Conan Annual nº1, Marvel Preview nº19, Bizarre Adventures nº26 | 17 de novembre de 2009 | 978-1-59582-593-3 |
| The Savage Sword of Kull Volume 2                                            | The Savage Sword of Conan nº128-140, nº145, nº147-152, nº158, nº159, nº161, nº165, nº169, nº170, nº172, nº177, nº182, nº183, nº186, nº190-193, nº196-199, nº202, nº213, nº215, nº229, i nº230-233, Conan Saga nº97  | 5 d'octubre de 2011    | 978-1-59582-788-3 |
| Kull Volume 1: The Shadow Kingdom                                            | Kull nº1-6 | 14 d'octubre de 2009   | 978-1-59582-385-4 |
| Kull Volume 2: The Hate Witch                                                | Kull: The Hate Witch nº1-4 | 13 de juliol de 2011   | 978-1-59582-730-2 |
| Kull Volume 3: The Cat and the Skull                                         | Kull: The Cat and the Skull nº1-4 | 25 de juliol de 2012   | 978-1-59582-899-6 |

### Film
El film de 1997 Kull the Conqueror és protagonitzat per Kevin Sorbo. La pel·lícula originàriament havia de ser una pel·lícula de Conan i en resten alguns elements característics en ella. Els fonaments de la història i diversos noms s'hi poden trobar directament a la història de Conan "The Hour of the Dragon".